# Peralta de Alcofea
Peralta de Alcofea ist eine nordspanische Gemeinde (municipio) mit 587 Einwohnern (Stand: 2024) im Westen der Provinz Huesca in der Autonomen Region Aragonien.

## Lage und Klima
Peralta de Alcofea liegt etwa 35 Kilometer (Fahrtstrecke) südöstlich der Provinzhauptstadt Huesca in einer durchschnittlichen Höhe von etwa 402 m. Das Klima ist warm und gemäßigt (die Winter sind relativ kalt, die Sommer heiß); Regen (ca. 570 mm/Jahr) fällt übers Jahr verteilt.

## Geschichte
Archäologische Reste deuten auf eine keltiberische Besiedlung hin, die später von den Römern übernommen wurde. Brückenreste suggerieren eine gewisse Bedeutung als Wegstation.

## Sehenswürdigkeiten
- Pfarrkirche

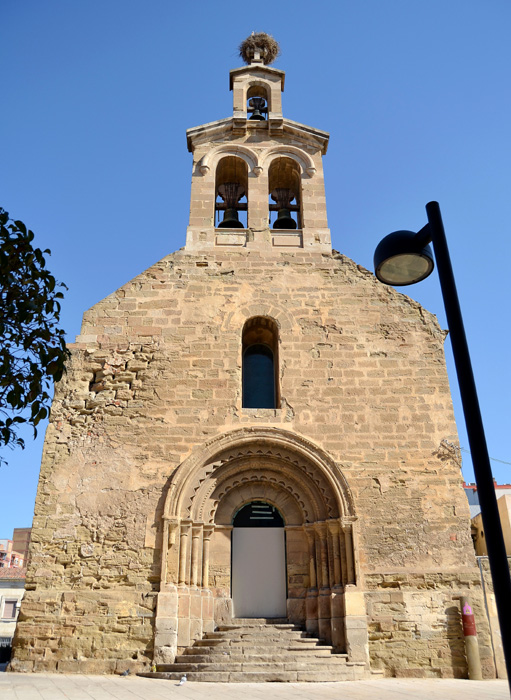
Alte Kirche Santiago von Tormillo

- Alte Kirche Santiago von Tormillo